# 濱名湖佐久米站

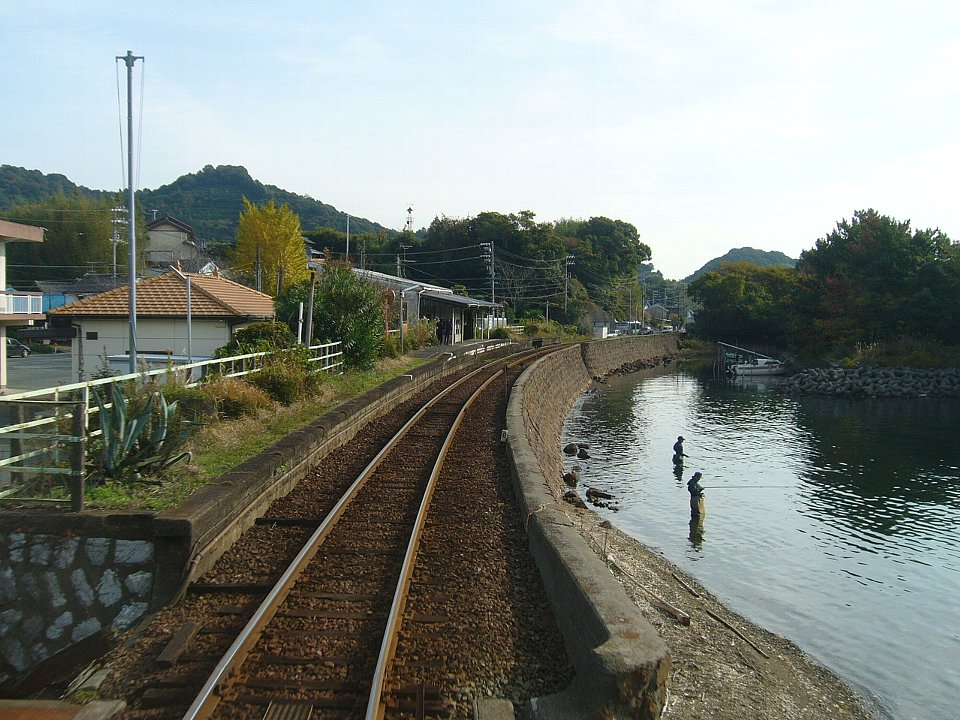
月台。右手邊為濱名湖。

濱名湖佐久米站（日语：／ Hamanakosakume eki */?）是位於靜岡縣濱松市濱名區三日町佐久米725番9號，天龍濱名湖鐵道的天龍濱名湖線車站。
此站在冬季期間經常有大量海鷗出沒。

## 歷史
- 1938年（昭和13年）4月1日 - 國鐵二俁西線（後來為二俁線）三日站至金指站之間開通，此站啟用，當時車站名為佐久米站。為旅客和貨物車站。
- 1962年（昭和37年）8月21日 - 結束貨物起卸業務。
- 1970年（昭和45年）6月1日 - 結束行李、小行李起卸業務，同時成為無人車站。
- 1987年（昭和62年）3月15日 - 二俁線由天龍濱名湖鐵道接管，成為天龍濱名湖鐵道車站。同時車站改名為濱名湖佐久米站。

## 車站構造
車站是一座地面車站，設有1面1線的單式月台。此站是無人車站。車站內設有咖啡店「Katorea」。車站月台上可看見濱名湖和東名高速道路橋樑。
車站廁所外觀是牛形狀。

## 使用狀況
以下為近年1日平均乘車人次
| 乘車人次變化 | 乘車人次變化      |
| 年度         | 一日平均 乘車人次 |
| ------------ | ----------------- |
| 2008         | 24                |
| 2009         | 21                |
| 2010         | 20                |
| 2011         | 30                |
| 2012         | 30                |
| 2013         | 19                |
| 2014         | 20                |
| 2015         | 29                |
| 2016         | 25                |
| 2017         | 19                |
| 2018         | 19                |

## 車站周邊
車站鄰接濱名湖。車站較少住宅。
- 國道362號（日语：国道362号）
- 東名（日语：東名ハイウエイバス）濱名湖巴士站（日语：浜名湖バスストップ）
- 遠鐵巴士（日语：遠鉄バス）佐久米巴士站
- 濱名湖服務區

## 相鄰車站
天龍濱名湖鐵道
天龍濱名湖線
寸座－濱名湖佐久米－東都筑

## 注腳
1. ↑  濱松市統計書

## 外部連結
- 濱名湖佐久米站 （页面存档备份，存于）（日語） - 天龍濱名湖鐵道株式會社